# 正體龍亞科
正體龍亞科（學名：Typothoracisinae）是堅蜥目鍬鱗龍科的一個演化支，目前是鍬鱗龍科的一個亞科，範圍是：堅蜥類之中，所有親緣關係接近於正體龍，而離鏈鱷、鍬鱗龍較遠的所有物種。如同堅蜥目的大部分分類單元，正體龍亞科的共有衍徵多來自於鱗甲（皮內成骨），例如：每塊背部鱗甲與身體兩側鱗甲的背側、兩側間的角度銳利，骨盆呈三角形狀，尾巴前段的背部兩側鱗甲呈半圓形、表面有鉤狀突起。

## 副正體龍族
正體龍族包含一個次演化支，名為副正體龍族（學名：Paratypothoracisini），包含：Heliocanthus、副正體龍、特髏鱷、以及上述物種的最近共同祖先、與其最近共同祖先的所有後代。副正體龍族的共有衍徵來自於鱗甲（皮內成骨），包含：背部中線鱗甲的背側稜脊沒有接臨鱗甲的後緣、頸部與身體前段的兩側有扁平的尖刺。